# Боулз на Южнотихоокеанских мини-играх 2001
Соревнования по боулз на VI Южнотихоокеанских мини-играх 2001 года прошли в посёлке Кингстон на Острове Норфолк.
Их участники разыграли восемь комплектов медалей — у мужчин и женщин среди одиночек, пар, троек и четвёрок.
В соревнованиях выступали представители 6 стран и территорий: Острова Норфолк, Островов Кука, Папуа — Новой Гвинеи, Самоа, Соломоновых Островов, Фиджи.
Пять золотых наград досталось спортсменам Фиджи.

## Медальный зачёт
| Место | Страна               | Золото | Серебро | Бронза | Всего |
| ----- | -------------------- | ------ | ------- | ------ | ----- |
| 1     | Фиджи                | 5      | 1       | 1      | 7     |
| 2     | Остров Норфолк       | 1      | 2       | 2      | 5     |
| 3     | Самоа                | 1      | 2       | 0      | 3     |
| 4     | Острова Кука         | 1      | 0       | 3      | 4     |
| 5     | Папуа — Новая Гвинея | 0      | 3       | 2      | 5     |

## Медалисты
| Дисциплина       | Золото         | Серебро              | Бронза               |
| ---------------- | -------------- | -------------------- | -------------------- |
| Мужчины Одиночки | Самоа          | Фиджи                | Остров Норфолк       |
| Женщины Одиночки | Остров Норфолк | Папуа — Новая Гвинея | Фиджи                |
| Мужчины Пары     | Фиджи          | Самоа                | Остров Норфолк       |
| Женщины Пары     | Фиджи          | Остров Норфолк       | Папуа — Новая Гвинея |
| Мужчины Тройки   | Фиджи          | Папуа — Новая Гвинея | Острова Кука         |
| Женщины Тройки   | Острова Кука   | Самоа                | Фиджи                |
| Мужчины Четвёрки | Фиджи          | Остров Норфолк       | Самоа                |
| Женщины Четвёрки | Фиджи          | Папуа — Новая Гвинея | Острова Кука         |